# Sacrificiul din dragoste
Sacrificiul din dragoste (în urdu امراؤ جان ادا, transliterat: Umrao Jaan Ada) este o dramă muzicală pakistaneză din 1972, regizată de Hassan Tariq⁠(d). Filmul este inspirat din romanul Umrao Jaan Ada⁠(d) (1905) al lui Mirza Hadi Ruswa⁠(d). Rolurile principale sunt interpretate de Rani, Shahid⁠(d), Zumurrud și Aasia⁠(d). Muzica este compusă de Nisar Bazmi⁠(d).

## Rezumat
Umrao Jaan se naște ca Amiran (în urdu اميرن) într-o familie modestă din Faizabad⁠(d) (India). După ce banditul Dilawar Khan este eliberat din închisoare, el decide să se răzbune pe tatăl ei pentru că acesta din urmă mărturisise anterior împotriva lui la tribunal. Khan o răpește pe Amiran și decide să o vândă în Lucknow. Ea este închisă inițial alături de o altă fată, Ram Dai, dar cele două sunt despărțite atunci când Dilawar Khan o duce pe Amiran la Lucknow. Fata este vândută acolo pentru 150 de rupii lui Khanum Jaan, Tawaif⁠(d)-ul șef al unei familii nobiliare. Ea primește numele Umrao și începe să studieze dansul și muzica clasică indiană. Împreună cu celălalt ucenic tawaif și cu Gauhar Mirza, fiul ilegitim al unui nawab local, ea este învățată să citească și să scrie atât în urdu, cât și în persană. Pe măsură ce Umrao crește, ea este înconjurată de o cultură a luxului, a muzicii și a poeziei. Ea își câștigă în cele din urmă primul său client (dobândind astfel sufixul jaan), dar îl preferă ca prieten pe nobilul sărăcit Gauhar Mirza.
Umrao Jaan îl atrage pe chipeșul și bogatul Nawab Sultan. Cei doi se îndrăgostesc, dar după ce un client gelos provoacă un conflict cu Nawab Sultan, acesta din urmă îl împușcă, iar clientul gelos Zabardast Khan moare. El nu mai vine la kotha și Umrao Jaan trebuie să se întâlnească cu el în secret, cu ajutorul lui Gauhar Mirza. În timp ce Umrao Jaan continuă să-l vadă pe Nawab Sultan și să servească și alți clienți, ea îl susține financiar pe Gauhar Mirza cu câștigurile ei. Un nou client, misteriosul Faiz Ali, îi oferă cadouri scumpe (bijuterii și aur) lui Umrao Jaan, dar o avertizează să nu spună nimănui că el i le-a dăruit. Când Faiz o invită să călătorească la Farrukhabad⁠(d), Khanum Jaan refuză, așa că Umrao Jaan este nevoită să fugă. Pe drumul spre Farrukhabad, cei doi sunt atacați de soldați, iar Umrao Jaan descoperă că Faiz este un bandit și că toate darurile lui erau, de fapt, bunuri furate. Faiz Ali reușește să scape, împreună cu fratele său, Fazl Ali, iar Umrao este arestată, dar, din fericire, unul dintre tawaifii de la kotha lui Khanum Jaan se află în slujba rajahului ai cărui soldați au arestat-o, astfel încât Umrao Jaan este eliberată. De îndată ce părăsește curtea rajahului, Faiz Ali o găsește și o convinge să vină cu el. El este capturat în curând și Umrao Jaan, care ezită să se întoarcă la Khanum Jaan, se instalează ca tawaif la Kanpur. În timp ce ea cântă în casa unei begume⁠(d) amabile, un grup de bandiți înarmați conduși de Fazl Ali încearcă să jefuiască casa, dar pleacă atunci când o văd acolo. Apoi Gauhar Mirza vine la Kanpur și ea decide să se întoarcă la kotha.
Umrao Jaan cântă la curtea lui Wajid Ali Shah⁠(d) până când rebelii șipai încep Asediul orașului Lucknow (1857), forțând-o să fugă din oraș și să se refugieze la Faizabad. Acolo își găsește mama, dar este amenințată de fratele ei, care o consideră o rușine și crede că ar fi mai bine ca ea să moară. Devastată sufletește, Umrao Jaan se întoarce la Lucknow după încheierea Răscoalei șipailor. O întâlnește din nou pe beguma din Kanpur în Lucknow și descoperă că aceasta este, de fapt, Ram Dai. Printr-o întorsătură ciudată a destinului, Ram Dai a fost vândută mamei lui Nawab Sultan și s-a căsătorit apoi cu acesta. Umrao se confruntă cu o altă fantomă a trecutului său atunci când Dilawar Khan este arestat și spânzurat pentru jaf. Cu câștigurile ei și cu aurul pe care i l-a dat Faiz Ali, ea poate trăi confortabil și, în cele din urmă, se retrage din viața ei de tawaif.

## Distribuție
- Rani[1]
- Shahid⁠(d)[1]
- Zumurrud
- Aasia⁠(d)
- Mumtaz
- Saeed Khan Rangeela⁠(d)[2]
- Lehri⁠(d)
- Ladla
- Imdad Hussain
- Nayyar Sultana⁠(d)[1]

## Muzică
- „Kaatay Na Katay Ratya Sayyan Intezar Ki”, compus de Nisar Bazmi⁠(d) pe versurile lui Saifuddin Saif⁠(d) și interpretat de Runa Laila⁠(d)[3]
- „Aakhri Geet Sunanay Kay Liyay Aaey Hain”, compus de Nisar Bazmi pe versurile lui Saifuddin Saif și interpretat de Noor Jehan⁠(d).

## Box office
Filmul a avut succes comercial și a atins bariera Jubileul de aur la cinematografele pakistaneze.